# هشت شب دیوانه‌وار
هشت شب دیوانه‌وار (انگلیسی: Eight Crazy Nights) یک فیلم در ژانر موزیکال و کمدی است که در سال ۲۰۰۲ منتشر شد. از بازیگران آن می‌توان به جکی سندلر، راب اشنایدر، آدام سندلر، نورم کرازبی و جان لاویتس اشاره کرد.